# Gregorio del Amo
Gregorio del Amo González (Santoña, 18 de agosto de 1858-Los Ángeles, 1941) fue un médico, filántropo y diplomático español nacionalizado estadounidense.

## Biografía
Nacido en Cantabria en 1858, estudió bachillerato en el Instituto Cardenal Cisneros de Madrid y en 1872 ingresó en la Facultad de Medicina de la Universidad Central de la misma ciudad. Ya doctor en medicina, marchó a Uruguay en 1879 y, cuatro años después, a México, para al fin establecerse en Los Ángeles en 1887. Ayudado por los misioneros claretianos entró en contacto con la antigua y poderosa familia californiana Domínguez, instalada en California desde el siglo XVIII (cuando Carlos IV les concedió el Rancho San Pedro), se casó con María Susana Delfina Domínguez (1844-19 de enero de 1931), hija del acaudalado Manuel Domínguez; sin hijos, adoptaron a dos niños (Carlos del Amo y Jaime del Amo). La mayor parte de su fortuna provino del descubrimiento de petróleo en el rancho, aumentando súbitamente su fortuna, asentada en la Del Amo Estate Company. Esta enorme liquidez económica le permitió convertirse en un filántropo, defensor del arte, la educación y la ciencia a través de Del Amo Foundation, fundación americana creada a tal efecto. Empezó a ejercer el mecenazgo en beneficio de la Universidad Central de Madrid, la Universidad de California y la Universidad del Sur de California. 
Sin ejercer como médico desde 1906, fue nombrado cónsul de España en San Francisco, cargo que ostentó hasta 1912. Vivía en el edificio Adobe de su Rancho San Pedro, hoy monumento nacional y museo. 
En 1914, el matrimonio viajó a Santander para hacerse cargo de la herencia de la familia Del Amo; pero permanecieron ocho años instalados en Madrid mientras él se consagraba a tareas diplomáticas y académicas en pro de España y Estados Unidos. De regreso a América en 1922, Del Amo se dedicó al cuidado de sus negocios en Santander y de sus propiedades en California. Donó una generosa cantidad de dinero a los claretianos en 1920 y el edificio que les serviría de seminario en Los Ángeles. Creó la Del Amo Foundation, el 14 de mayo de 1929 con el propósito de estrechar lazos y relaciones culturales entre España y California. Además donó una importante suma para levantar la Residencia de Estudiantes Del Amo en 1929, primero de los edificios de la futura Ciudad Universitaria de Madrid, que fue inaugurada el 12 de octubre de 1930. El edificio quedó destruido en la Guerra Civil y en su emplazamiento la Universidad Complutense construyó mucho más tarde algunos colegios mayores sin relación con Del Amo Foundation (los actuales colegios de la Avda. Séneca). 
En California la fundación creó el laboratorio La Cabaña, ligado a la Universidad de California-Los Ángeles (UCLA) y en esas fechas nacieron las Becas del Amo para ayudar a profesores californianos y españoles que deseasen desplazarse en una u otra dirección con fines científicos, y a estudiantes de medicina de España y Estados Unidos para que pudiesen completar sus estudios en Estados Unidos y España respectivamente.
Gregorio del Amo falleció en 1941 y sus restos están en la capilla del Seminario Claretiano de Compton. Tras su muerte, su hijo Jaime del Amo tomó las riendas de la fundación, y decidió crear un Colegio Mayor en la Ciudad Universitaria de Madrid que sirviera de sucesor a la antigua Residencia de Estudiantes. Así nació en 1965 el proyecto del Colegio Mayor Universitario Gregorio del Amo, pero la inesperada muerte de Jaime el 8 de noviembre de 1966 hizo que la fundación decidiese llamarlo en su honor Colegio Mayor Universitario Jaime del Amo, nombre que sigue ostentando en la actualidad y que fue inaugurado el 21 de mayo de 1967 y abierto el 10 de octubre del mismo año. La fundación se disolvió a los cincuenta años de su creación, como establecían sus estatutos, el 14 de mayo de 1979 y su patrimonio se repartió entre la Universidad Complutense de Madrid (50%) y las dos universidades californianas (25% cada una), con la condición de que se mantuvieran los fines para los que fue creada la fundación. Esos fondos se siguen destinando a becas para estudiantes y profesores con el mismo fin. El CMU Jaime del Amo fue cedido a la provincia de Castilla de los Misioneros Claretianos.